# 산이서초등학교 금호분교
산이서초등학교 금호분교는 대한민국 전라남도 해남군에 있었던 공립 초등학교이다.

## 학교 연혁
- 1947년 5월 31일: 개교
- 2018년 2월 28일: 폐교[1]

## 참고 자료
- 산이서초등학교금호분교장 - 한국교육학술정보원 학교알리미